# 相馬和胤
相馬 和胤（そうま かずたね、1940年8月10日 - ）は、旧陸奥相馬中村藩主の相馬氏33代当主、柏台牧場社長、ミング・オブ・ジャパン社長、牧場主、競走馬スーパークリークの生産者。両親は相馬恵胤と雪香（尾崎行雄の三女）、妻は相馬雪子（大久保利通の玄孫、吉田茂の孫、麻生太郎の妹）で、子は相馬行胤。また、北海道に移住し、牧場を経営しながらも旧領で開催される相馬野馬追をつうじて旧領の相馬地域とも交流を保っている。